# محمد صادق الصدر
السيّد محمد صادق محمد مهدي الصدر (1906–1986) فقيهٌ شيعيٌ عراقيٌ بارز، وأب أبرز المراجع في النجف الأشرف السيد محمد الصدر اللذان أسهما في بناء الحوزة النجفية وتخريج جيل من العلماء والدعاة، اشتهر بفتواه المعتدلة واهتمامه بقضايا الفقراء والعمال، كما عرف بدعمه للانتفاضات الشعبية.

## النشأة والحياة
وُلد عام 1906م في الكاظمية ببغداد في أسرة علمية تعود أصولها إلى الإمام موسى الكاظم.وهو إبن السيد محمد مهدي الصدر ورث حب العلم والتدين من آبائه، فدرس مبادئ العلوم الدينية الأولى في الكتاتيب ثم انتقل إلى مدينة النجف الأشرف لاستكمال دراسته الحوزوية، تعلم على يد المرجع الشيخ محمد رضا آل ياسين العلوم الفقهيه والأصول وتزوج من ابنته، أنجبت له ولداً وحيداً هو المرجع السيد محمد الصدر الذي واصل مسيرته العلمية بعد وفاته وأصبح احد اكبر أعلام الحوزة الشيعية والشخصيات المؤثره في النجف والعراق حيث ناهض النظام العراقي في التسعينات وأقام صلاة الجمعة بعد انقطاعها في العراق منذ زمن.

## النسب
محمد صادق بن محمد مهدي بن إسماعيل بن صدر الدين محمد بن صالح شرف الدين بن محمد بن إبراهيم شرف الدين بن زين العابدين إبراهيم بن نور الدين علي بن علي نور الدين بن الحسين عز الدين بن محمد بن الحسين بن علي بن محمد بن أبي الحسن عباس تاج الدين بن محمد شمس الدين بن عبد الله بن جلال الدين بن أحمد بن أبي الفوارس حمزة الأصغر بن أبي محمد سعد الله بن أبي أحمد حمزة الأكبر بن أبي السعادات محمد بن أبي محمد عبد الله بن أبي الحرث محمد الحارث بن أبي الحسن علي (ابن الديلمية) بن عبد الله بن أبي طاهر بن أبي الحسن محمد المحدث بن أبي الطيب طاهر بن الحسين القطعي بن موسى بن إبراهيم المرتضى الأصغر بن موسى الكاظم بن جعفر الصادق بن محمد الباقر بن علي زين العابدين بن الحسين بن علي بن أبي طالب بن عبد المطلب بن هاشم.

## التعليم والرُّتَب العلمية
دخل الحوزة النجفية في أوائل الثلاثينيات، وتتلمذ على يد كبار العلماء أمثال الشيخ محمد حسين النائيني والشيخ محمد رضا آل ياسين، ونال درجة الاجتهاد في الأربعينيات.

## النشاط العلمي والدعوي
أسس حلقات بحث الخارج في الفقه والأصول بمسجد الكوفة والنجف، دأب على تدريس آلاف الطلبة وناقش قضايا فقهية واقعية تتعلق بحقوق العمال والفقراء والمصالح المرسلة.

دعا إلى الإصلاح الاجتماعي والاقتصادي من خلال شبكة علاقاته المحدودة مع بعض النخب الدينية، وأبدى موقفاً داعماً للانتفاضات الشعبية.

## الوفاة والإرث
تُوفي يوم 7 ديسمبر عام 1986 في مدينة النجف بعد مرضٍ ألمّ به، وأُشيع خبر وفاته في أوساط الحوزة، وصُلي على جثمانه في الصحن الحيدري ودُفن فيه في الحجر الثالث.
ترك إرثاً علمياً وفكرياً غنياً تمثّل في مؤلفاته الفقهية والأصولية، فضلًا عن تأثيره التربوي في عدد من طلاب الحوزة العلمية. وواصل نجله محمد محمد صادق الصدر مسيرته في الدعوة والتعليم، وكان له حضورٌ بارز في الأوساط الدينية والاجتماعية في العراق خلال تسعينيات القرن العشرين، حيث تبنّى خطابًا دينيًا إصلاحيًا وجماهيريًا حتى اُغتيل عام 1999.
وبعد اغتيال محمد محمد صادق الصدر، أكمل مسيرته حفيده مقتدى الصدر، الذي أصبح لاحقًا من أبرز الشخصيات السياسية والدينية في العراق، إذ أسس التيار الصدري وتحول إلى قوة شعبية وسياسية واسعة النفوذ، خصوصًا بعد سقوط النظام العراقي السابق عام 2003، كما قاد جيش المهدي ثم لاحقًا سرايا السلام، وشارك في الحياة السياسية من خلال دعم الكتلة الصدرية في مجلس النواب العراقي، مع الحفاظ على خطاب ديني مميز يمزج بين البُعد العقائدي والاهتمام بقضايا العدالة الاجتماعية والسيادة الوطنية.